# William Gros
William Gros, né le 31 mars 1992 à Aubervilliers, est un footballeur international malgache qui évolue au poste d'attaquant à fleury 91

## Biographie

### En club
William Gros est formé au Havre AC. En 20 octobre 1987, il signe son premier contrat professionnel avec le club écossais Kilmarnock FC. En août 2013, il prolonge de trois ans, mais après n'avoir joué que cinq matches lors de la saison 2013-2014, il quitte le club écossais en juin 2014, pour faire un mois d'essai dans le club de troisième division anglaise, Oldham Athletic AFC. L'essai n'étant pas concluant, il n'est pas gardé. Il s'engage avec le club français Toulouse Rodéo FC, puis part en janvier 2016 en Thailande, au Bangkok F.C. (en). 
En janvier 2017, il revient en France, jouer à l'AS Vitré. Lors du parcours historique du club lors de la Coupe de France  2018-2019, il réussit une passe décisive lors des seizième-de-finale contre son club formateur Le Havre AC et marque le premier but lors du huitième-de finale victorieux contre AS Ambohimanarina.

### En équipe nationale
Il reçoit sa première sélection en équipe de Madagascar le 16 octobre 2018,  lors d'une victoire pour les qualifications à la Coupe d'Afrique des nations de football 2019 contre la Guinée équatoriale.